# Ricki Lake
Ricki Pamela Lake (Hastings-on-Hudson (New York), 21 september 1968) is een Amerikaanse actrice en presentatrice. Ze is in Nederland en België het bekendste door haar eigen, gelijknamige praatprogramma.
Ze speelde haar eerste grote filmrol in het jaar 1988, toen ze de hoofdrol speelde in de film Hairspray. Later verscheen ze ook in de remake hiervan en in onder meer Cry-Baby (1990) en Park (2006).
Nadat ze nog enkele film- en televisierollen voor haar rekening had genomen en ze door was gedrongen tot het grote publiek, kreeg ze in 1993 haar eigen dagelijkse praatprogramma. Ze ging daarvoor op een streng dieet, waarbij ze ruim 57 kilo verloor.
Op 13 september 1993 werd de eerste aflevering uitgezonden van Ricki Lake. De show was niet bedoeld om een tweede Jerry Springer Show te worden, maar er werden wel controversiële onderwerpen behandeld. Tot vechten kwam het zelden. Vaak gingen de afleveringen over leugendetectortests, vaderschapstests, familieruzies en dubbelgangers van bekende Amerikanen. Waar de show in de jaren '90 veel succes boekte, daalden de kijkcijfers begin jaren 2000, waardoor Ricki Lake in 2004 besloot haar programma na elf jaar stop te zetten. In Nederland werd de show jarenlang door SBS6 uitgezonden.
Op 26 maart 1994 trouwde Lake met Rob Sussman, van wie ze in augustus van het jaar 2003 weer scheidde. Ze is moeder van twee kinderen.
- Bibliothèque nationale de France: cb141958992 (data)
- Gemeinsame Normdatei: 122198441
- International Standard Name Identifier: 0000 0000 7840 1307
- Library of Congress Control Number: n95077171
- MusicBrainz: c4cb39e3-f2bb-4e68-b67c-a3931577aef9
- Nationale Bibliotheek van Tsjechië: xx0161020
- Nationale Bibliotheek van Israël: 987007342382405171
- Nationale Bibliotheek van Polen: a0000002290170
- Nederlandse Thesaurus van Auteursnamen: 089179293
- SNAC: w68h0510
- Virtual International Authority File: 14983655
- WorldCat: E39PBJmtyGw6DTtJgbt6xD9MT3